# Station Brussel-Kapellekerk
Station Brussel-Kapellekerk (Frans: Bruxelles-Chapelle) is een spoorweghalte in de Brusselse wijk de Marollen (België). Het station ligt aan de noord-zuidtreinverbinding, die de spoorwegstations Brussel-Noord en Brussel-Zuid met elkaar verbindt. Station Kapellekerk bevindt zich bovengronds, net vóór de ingang van de tunnel van de noord-zuidverbinding, en is genoemd naar de Kapellekerk, die pal naast het station staat.

## Geschiedenis
Het stationsgebouw werd vermoedelijk ontworpen door Maxime Brunfaut en bevindt zich volledig onder de sporen. Er is geen loket meer aanwezig.
Sinds 2000 is de vzw Recyclart, een centrum voor creatie en vernieuwing, gevestigd in het stationsgebouw. De ruimtes in het gebouw werden omgebouwd tot polyvalente ruimtes, werkateliers, een café-restaurant en een secretariaat. Muren en gevels zowel binnen in het stationsgebouw als boven op de perrons werden voorzien van kleurrijke graffiti.
Hoewel het station aan de drukste spoorlijn van België ligt, stopt er maar één treinserie, te weten de helft van de S1-treinen tussen Antwerpen, Brussel en Nijvel. Vanaf ongeveer 20 uur slaat ook deze S1-trein het station Brussel-Kapellekerk over. Het station wordt dan niet meer bediend. In het weekend stopt er geen enkele trein in het station.
Door de uit de hand gelopen graffiti, het gebrek aan toezicht en de beperkte treindienst is het station weinig aantrekkelijk voor de reizigers. Geregeld worden de muren overschilderd om de graffiti te bedekken. Meestal duurt het echter niet lang voor er weer graffiti worden gespoten.

## Galerij

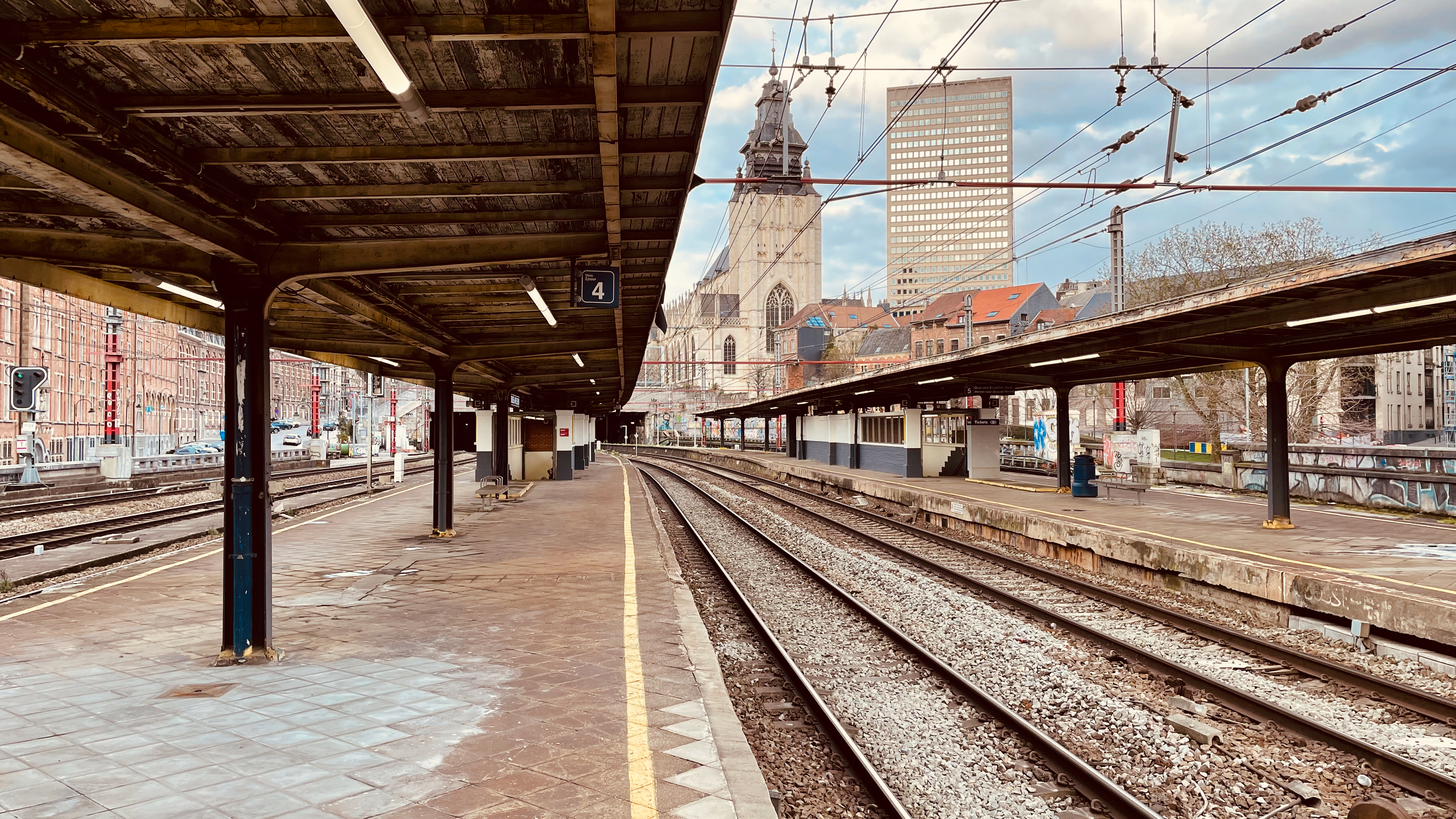
Zicht op de perrons
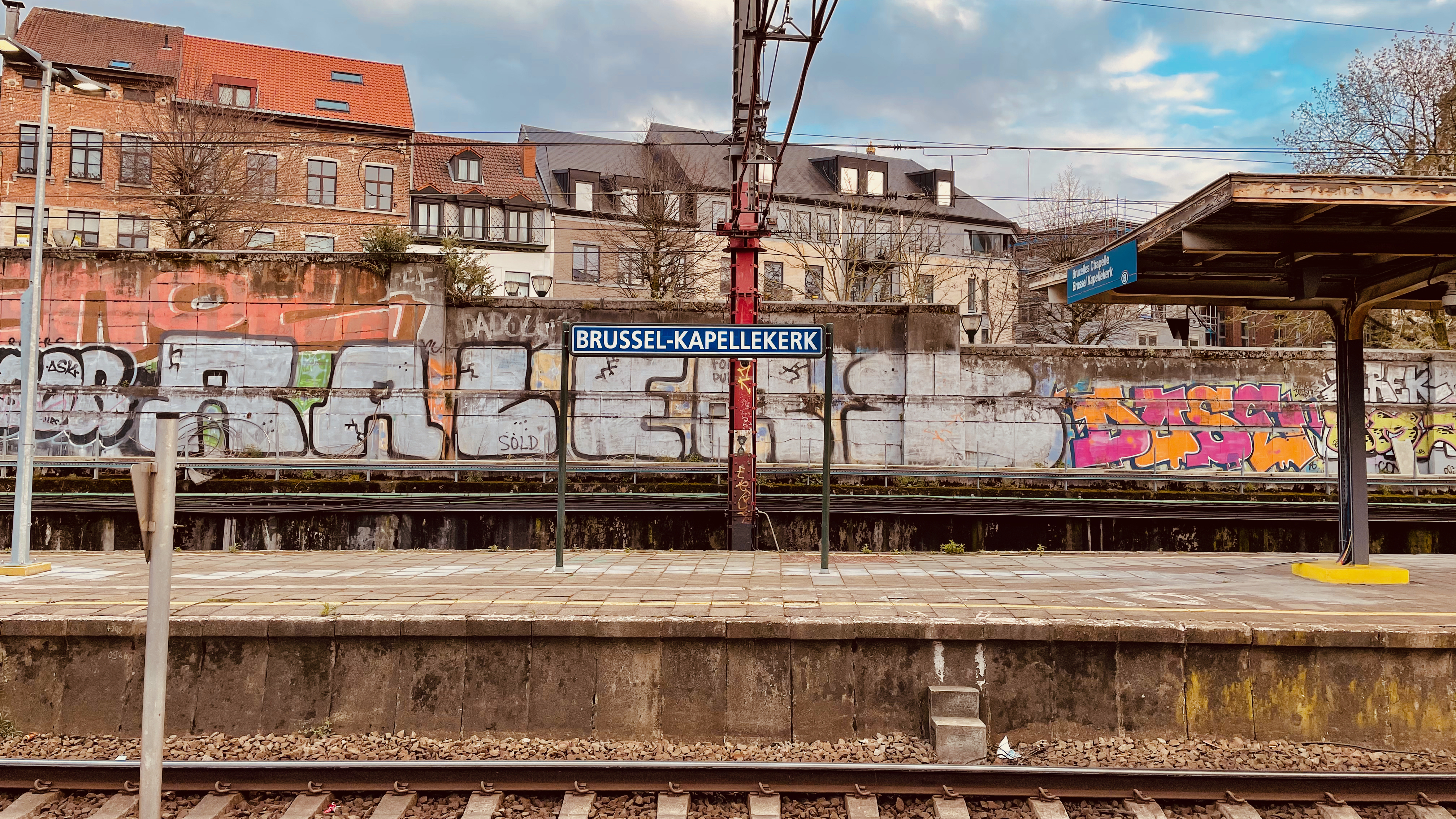
Een plaatsnaambord op een perron
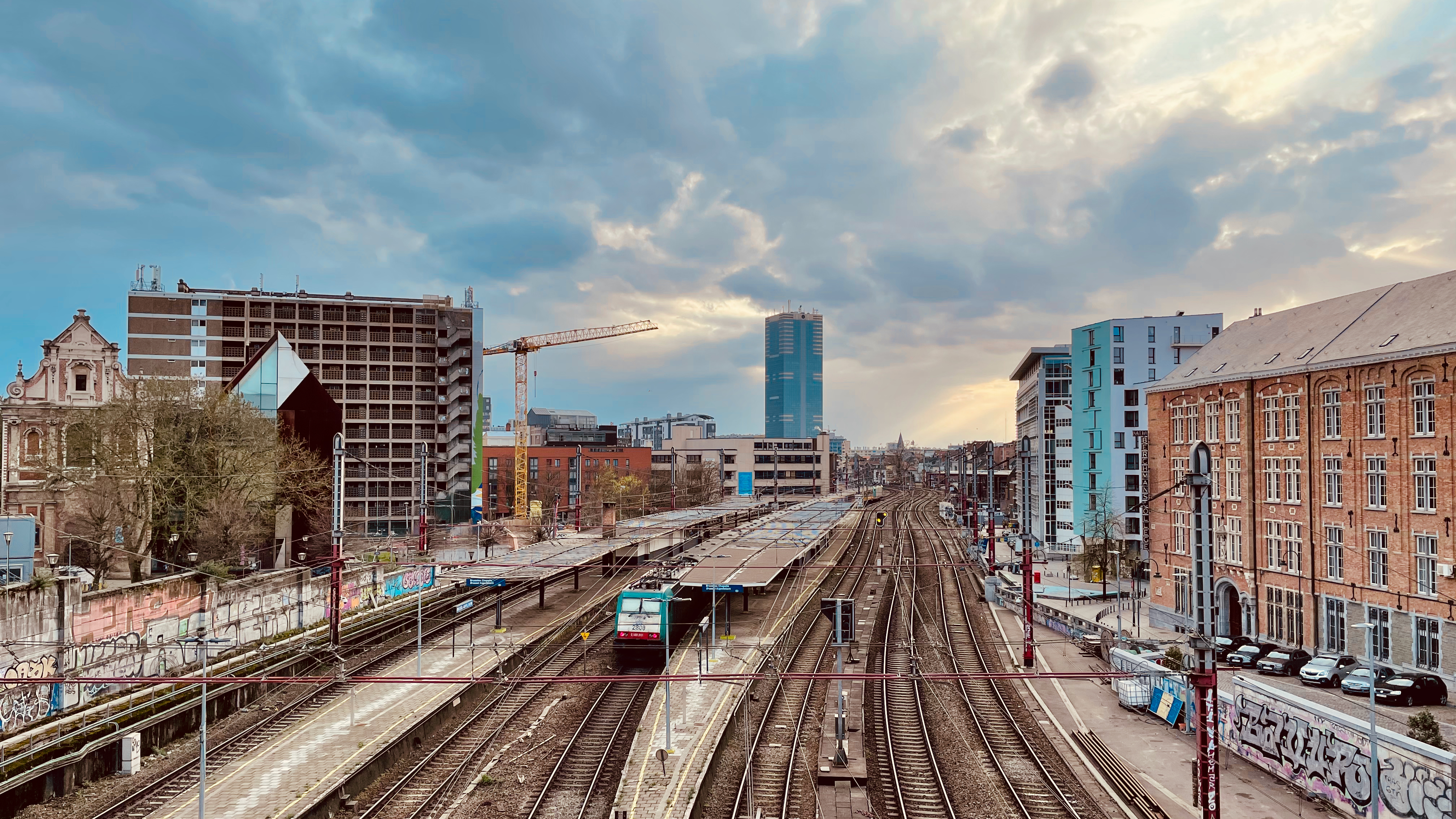
Zicht op de sporen
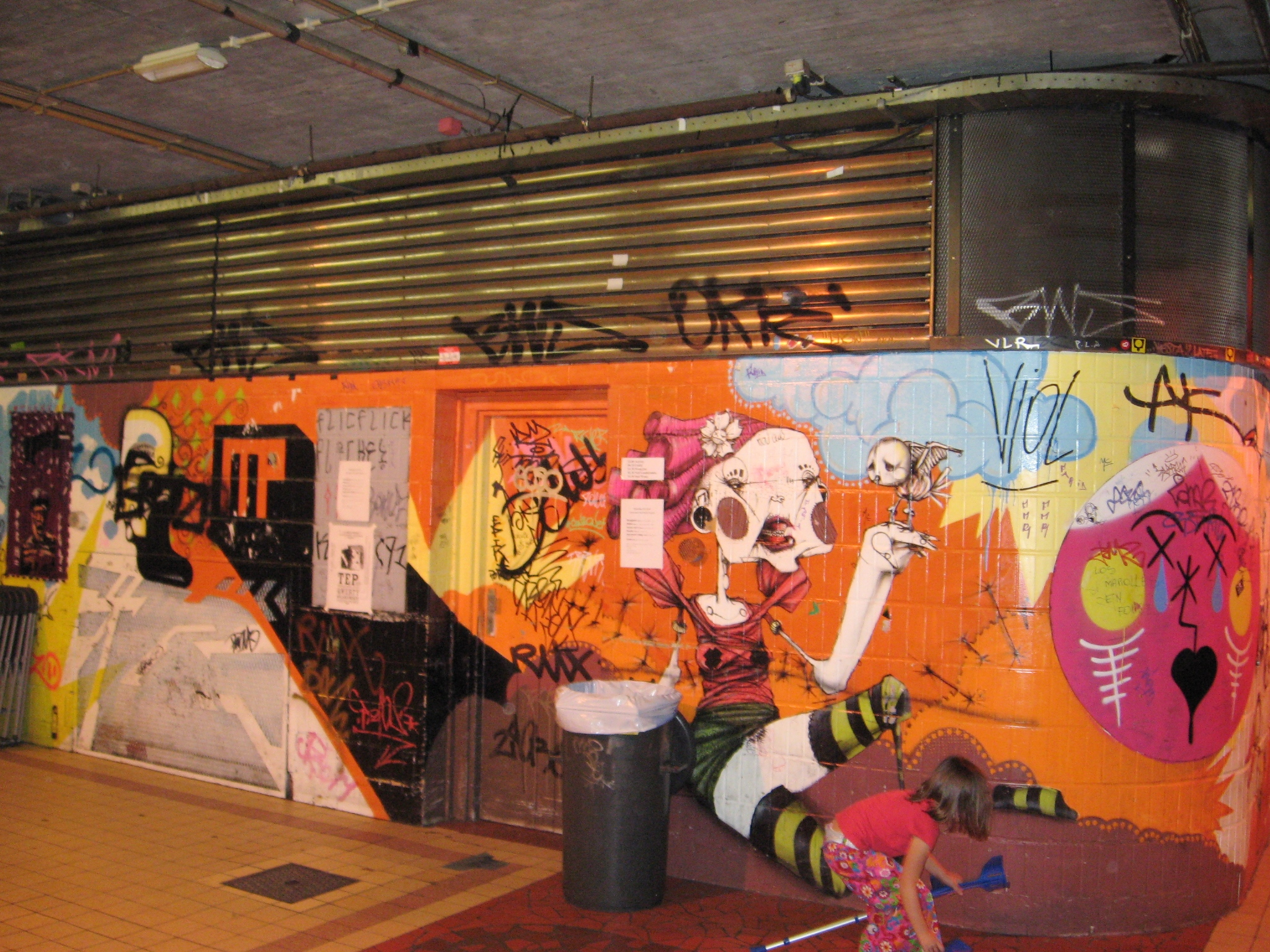
Graffiti op de muren van station Brussel-Kapellekerk

## Treindienst
| Serie | Treinsoort             | Route                                                                                             | Bijzonderheden |
| ----- | ---------------------- | ------------------------------------------------------------------------------------------------- | --- |
| S 1   | S-trein Brussel (NMBS) | Charleroi-Centraal – /Nijvel – Brussel-Zuid – Brussel-Kapellekerk – Mechelen – Antwerpen-Centraal | Op zondag een deel Brussel-Noord - Nijvel en een deel Brussel-Zuid - Antwerpen-Centraal. Tijdens de week eerste en laatste ritten van/naar Charleroi-Centraal. |

## Reizigerstellingen
De grafiek en tabel geven het gemiddeld aantal instappende reizigers weer op een week-, zater- en zondag.
| Tabel: aantal instappende reizigers station Brussel-Kapellekerk | Tabel: aantal instappende reizigers station Brussel-Kapellekerk | Tabel: aantal instappende reizigers station Brussel-Kapellekerk | Tabel: aantal instappende reizigers station Brussel-Kapellekerk |
|                                                                 | Weekdag                                                         | Zaterdag                                                        | Zondag                                                          |
| --------------------------------------------------------------- | --------------------------------------------------------------- | --------------------------------------------------------------- | --------------------------------------------------------------- |
| 1998                                                            | 1 434                                                           | -                                                               | -                                                               |
| 1999                                                            | 1 275                                                           | -                                                               | -                                                               |
| 2000                                                            | 1 351                                                           | -                                                               | -                                                               |
| 2001                                                            | 1 836                                                           | -                                                               | -                                                               |
| 2002                                                            | 1 426                                                           | -                                                               | -                                                               |
| 2003                                                            | 1 395                                                           | -                                                               | -                                                               |
| 2004                                                            | 1 494                                                           | -                                                               | -                                                               |
| 2005                                                            | 1 523                                                           | -                                                               | -                                                               |
| 2006                                                            | 1 641                                                           | -                                                               | -                                                               |
| 2007                                                            | 1 696                                                           | -                                                               | -                                                               |
| 2008                                                            | -                                                               | -                                                               | -                                                               |
| 2009                                                            | 54                                                              | -                                                               | -                                                               |
| 2010                                                            | -                                                               | -                                                               | -                                                               |
| 2011                                                            | -                                                               | -                                                               | -                                                               |
| 2012                                                            | 80                                                              | -                                                               | -                                                               |
| 2013                                                            | 80                                                              | -                                                               | -                                                               |
| 2014                                                            | 71                                                              | -                                                               | -                                                               |
| 2015                                                            | 128                                                             | -                                                               | -                                                               |
| 2016                                                            | 125                                                             | -                                                               | -                                                               |
| 2017                                                            | 116                                                             | -                                                               | -                                                               |
| 2018                                                            | 230                                                             | -                                                               | -                                                               |
| 2019                                                            | 107                                                             | -                                                               | -                                                               |
| 2020                                                            | 123                                                             | -                                                               | -                                                               |
| 2021                                                            | -                                                               | -                                                               | -                                                               |
| 2022                                                            | 192                                                             | -                                                               | -                                                               |
| 2023                                                            | 244                                                             | -                                                               | -                                                               |
| 2024                                                            | 292                                                             | -                                                               | -                                                               |